# Louis Woollcombe
Louis Charles Stirling Woollcombe CB, MVO, DL (* 1872; † 1951) war ein Konteradmiral der Royal Navy.

## Leben
Woollcombe absolvierte nach dem Schulbesuch eine Offiziersausbildung bei der Royal Navy und erhielt am 31. Januar 1893 seine Beförderung zum Oberleutnant zur See (Sub-Lieutenant). Bereits am 31. Dezember 1893 erfolgte seine Beförderung zum Kapitänleutnant (Lieutenant)  sowie am 30. Juni 1905 zum Fregattenkapitän (Commander). Aufgrund seiner Verdienste als Kommandant der HMS Medina wurde er am 4. Februar 1912 Mitglied des Royal Victorian Order (MVO) sowie am 15. Februar 1912 zum Kapitän zur See (Captain) befördert. Er wurde am 5. Juli 1913 als Nachfolger von Kapitän zur See Cecil Fox Kommandant des Leichten Kreuzers HMS Boadicea, des namensgebenden Schiffes der Boadicea-Klasse. In dieser Funktion unterstand er dem 2. Schlachtschiffgeschwader (2nd Battle Squadron) unter dem Befehl von Vizeadmiral Sir George Warrender, 7. Baronet.
Anschließend wurde er Kommandant der Chatham, einem Leichten Kreuzer der Town-Klasse innerhalb des 2. Leichten Kreuzergeschwaders (2nd Light Cruiser Squadron), ehe er schließlich Kommandant des Schlachtschiffes Malaya wurde und als solcher 1916 an der Skagerrakschlacht teilnahm. Am 15. September 1916 wurde er aufgrund seiner Verdienste in der Skagerrakschlacht im Kriegsbericht erwähnt (Mentioned in dispatches). Darüber hinaus wurde ihm für seinen Einsatz in der Grand Fleet während der Skagerrakschlacht am 5. Juni 1917 der Russische Orden der Heiligen Anna Zweiter Klasse mit Schwertern verliehen. Für seine Verdienste als Schiffskommandant wurde Woollcombe am 31. Juli 1919 Companion des Order of the Bath (CB). Am 3. Mai 1922 wurde er zum Konteradmiral (Rear Admiral) befördert. Am 21. Oktober 1936 wurde Woollcombe der in Mota House in Abbotskerswell sowie Fawns in Ermington lebte, Deputy Lieutenant (DL) der Grafschaft Devon.
Woollcombe war mit Constance Perry Circuitt verheiratet und Vater zweier Söhne. Sein Sohn John Louis Woollcombe war Fregattenkapitän der Royal Navy und mit Elizabeth Anne Townsend verheiratet, einer Tochter von Admiral Cyril Samuel Townsend. Sein zweiter Sohn Michael Louis Woollcombe war ebenfalls Fregattenkapitän der Royal Navy und der Ehemann von Nancy Turner, der Tochter von Vizeadmiral Frederick Turner.